# Astellas Pharma
Astellas Pharma (яп. アステラス製薬株式会社 асутэрасу сэйяку кабусики-гайся) — японская фармацевтическая компания, сформированная 1 апреля 2005 года путём объединения компаний Yamanouchi Pharmaceutical (яп. 山之内製薬株式会社 яманоути сэйяку кабусики-гайся) и Fujisawa Pharmaceutical (яп. 藤沢薬品工業株式会社 фудзисава якухин кабусики-гайся). Области интересов: урология, иммунология, трансплантология, дерматология, кардиология, инфекционные заболевания. Главный офис Astellas расположен в Токио, а исследовательские центры — в городах Цукуба и Осака.
В списке крупнейших публичных компаний мира Forbes Global 2000 за 2021 год Astellas Pharma заняла 585-е место (872-е по обороту, 526-е по чистой прибыли, 1333-е по активам и 671-е по рыночной капитализации).

## История
Осакская компания Fujisawa Shoten была основана Томокити Фудзисавой в 1894 году, а в августе 1943 году сменила название на Fujisawa Pharmaceutical. В 1923 году Кэндзи Ямаути основал в Осаке компанию Yamanouchi Yakuhin Shokai. В 1942 году офис Yamanouchi переехал в Токио. Обе компании начали расширение примерно в одно и то же время, в начале 1960-х годов открыв представительства на Тайване, а в 1970-х годах — в США и Европе. Fujisawa приобрела Lyphomed в 1990 году и после этого открыла свой научно-исследовательский центр в США в Дирфилде, штат Иллинойс. Центр исследований и разработок Yamanouchi в Лейдердорпе появился в результате приобретения фармацевтического отдела Royal Gist Brocades в 1991 году.
Fujisawa и Yamanouchi объединились в «слиянии равных», образовав Astellas Pharma 1 апреля 2005 года. После слияния некоторые товары продолжают распространяться под старыми торговыми марками из-за их известности.
Astellas заключила соглашение о сотрудничестве с CoMentis на период с 2008 по 2014 год, направленное на разработку терапевтических препаратов с ингибиторами бета-секретазы для лечения болезни Альцгеймера.

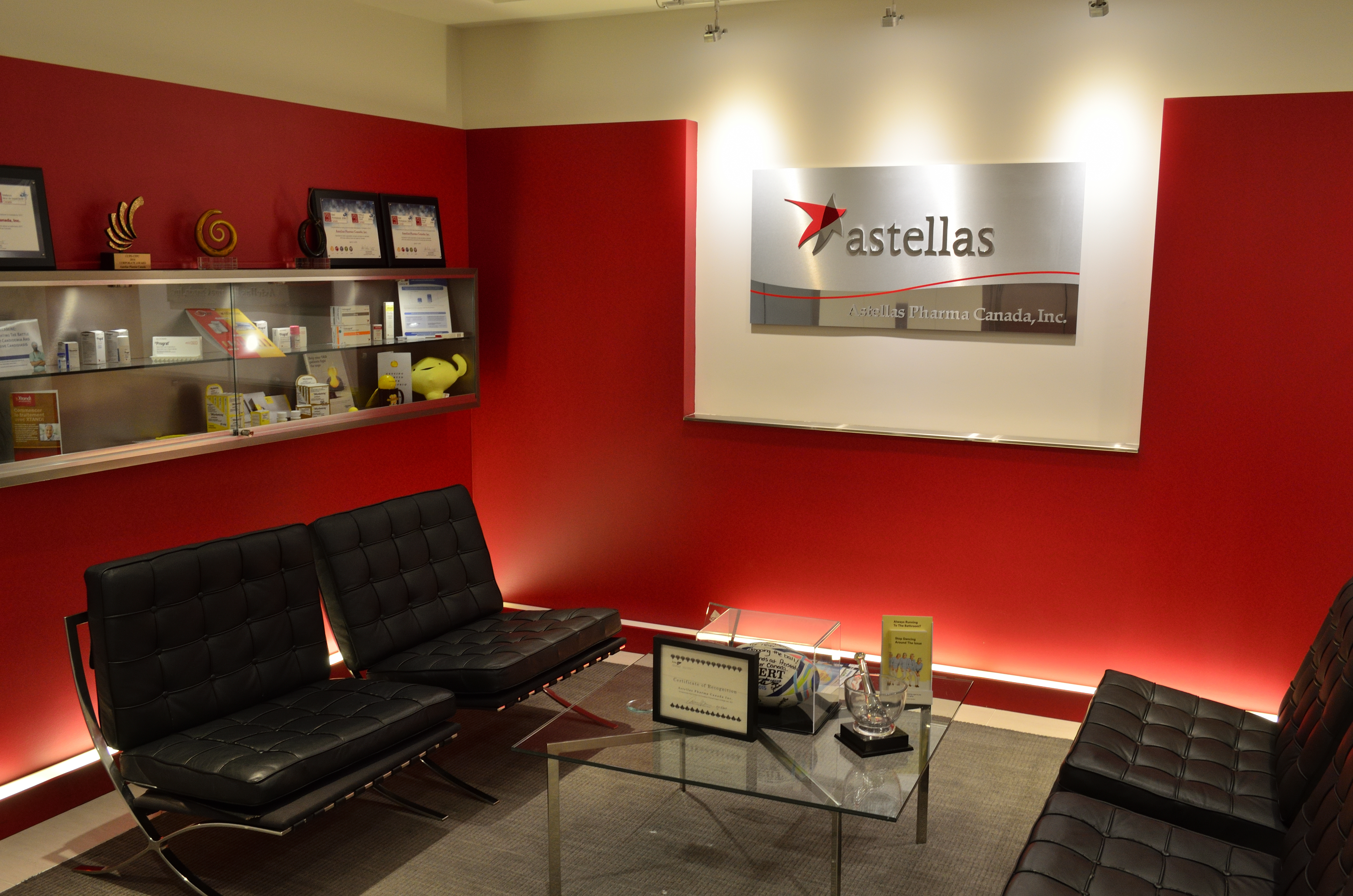
Офис Astellas Pharma в Канаде

9 июня 2010 года Astellas приобрела OSI Pharmaceuticals за $4 млрд. В декабре 2014 года Astellas расширила свое 18-месячное сотрудничество с Cytokinetics, сосредоточившись на исследованиях и коммерциализации активаторов скелетных мышц. Компании объявили, что продвинут разработку CK-2127107 (быстрого активатора скелетных тропонинов) в фазу II клинических испытаний для лечения спинальной мышечной атрофии и, возможно, других нервно-мышечных состояний. Ожидалось, что сотрудничество принесет Cytokinetics более $600 млн, а также $75 млн в виде промежуточных платежей.
В ноябре 2015 года компания объявила о своем намерении приобрести Ocata Therapeutics (ранее Advanced Cell Technology) за $379 млн. Сделка была завершена в феврале 2016 года. Позже, в ноябре 2015 года, компания объявила, что продаст свой дерматологический бизнес компании LEO Pharma за $725 млн. В октябре 2016 года Astellas приобрела Ganymed Pharmaceuticals за $1,4 млрд.
В апреле 2017 года компания объявила о приобретении бельгийской компании Ogeda за 800 млн евро. В ноябре 2017 года компания объявила, что приобрела компанию Mitobridge в Кембридже, штат Массачусетс, которая разрабатывает методы лечения мышечной миодистрофию Дюшенна и возрастных заболеваний.
В августе 2018 года Astellas объявила о приобретении Quethera Limited за $109 млн. В декабре 2018 года компания объявила о приобретении Potenza Therapeutics, Inc..
В декабре 2019 года Astellas Pharma объявила о покупке Audentes Therapeutics Inc за $3 млрд, а в конце того же месяца приобрела Xyphos Biosciences, Inc..
В октябре 2020 года Astellas объявила о приобретении iota Biosciences, Inc. за $127,5 млн.

## Руководство
- Ёсихико Хатанака (Yoshihiko Hatanaka, род. в 1958 году) — председатель совета директоров с апреля 2018 года; в Fujisawa Pharmaceutical с 1980 года.
- Кендзи Ясукава (Kenji Yasukawa, род. в 1961 году) — президент и главный исполнительный директор с апреля 2018 года, в компании с 1986 года.

## Деятельность
Основными рынками для компании являются США (38 % продаж) и Япония (22 %), также значительно присутствие в других развитых странах (Европа, Канада, Австралия, 23 % продаж), в Китае (включая Гонконг и Тайвань, 5 %), в ряде развивающихся стран (Россия, Латинская Америка, Ближний Восток и другие регионы).
Наиболее значимым для компании препаратом является Кстанди (Xtandi, Enzalutamide), применяемый для лечения рака простаты; он был разработан совместно с калифорнийской компанией Medivation (дочерняя структура Pfizer). В 2020—21 финансовом году его продажи составили 458 млрд иен, 36 % всей выручки компании. Другие важные препараты:
- Програф (Prograf, Такролимус) — иммунодепрессант, применяемый при трансплантации органов, 183 млрд иен;
- лекарства на основе мирабегрона для лечения гиперактивного мочевого пузыря (Mirabegron, Myrbetriq, Betanis, Betmiga), 164 млрд иен;
- Ксоспата (Xospata, gilteritinib) — для лечения острого миелоидного лейкоза, 24 млрд иен.

|                     | 2006  | 2007  | 2008  | 2009  | 2010  | 2011  | 2012  | 2013  | 2014  | 2015  | 2016  | 2017  | 2018  | 2019  | 2020  | 2021  | 2022  |
| ------------------- | ----- | ----- | ----- | ----- | ----- | ----- | ----- | ----- | ----- | ----- | ----- | ----- | ----- | ----- | ----- | ----- | ----- |
| Оборот              | 0,879 | 0,921 | 0,973 | 0,966 | 0,975 | 0,954 | 0,969 | 1,006 | 1,140 | 1,247 | 1,373 | 1,312 | 1,300 | 1,306 | 1,301 | 1,250 | 1,296 |
| Чистая прибыль      | 0,104 | 0,131 | 0,177 | 0,171 | 0,122 | 0,068 | 0,078 | 0,083 | 0,091 | 0,136 | 0,194 | 0,219 | 0,165 | 0,222 | 0,195 | 0,121 | 0,124 |
| Активы              | 1,585 | 1,471 | 1,439 | 1,348 | 1,364 | 1,335 | 1,401 | 1,446 | 1,653 | 1,794 | 1,799 | 1,814 | 1,858 | 1,898 | 2,315 | 2,274 | 2,332 |
| Собственный капитал | 1,217 | 1,099 | 1,111 | 1,030 | 1,054 | 1,021 | 1,018 | 1,062 | 1,269 | 1,318 | 1,259 | 1,272 | 1,268 | 1,258 | 1,289 | 1,386 | 1,460 |

## Критика
В июне 2016 года Ассоциация британской фармацевтической промышленности (ABPI) приостановила деятельность Astellas на год после того, как поступили жалобы на то, что компания «намеренно ввела в заблуждение PMCPA» (Британское Агентство по работе с рецептурными препаратами). В частности, Astellas не раскрыла полностью характер встречи, на которой претендовал на роль «настоящего консультативного совета». В мае 2017 года ABPI продлило приостановление деятельности фирмы ещё на 12 месяцев, основываясь на выводах о том, что Astellas не осуществляла надлежащего надзора и обучения медсестер и не предоставила полную информацию о назначении некоторых лекарств.
В июне 2017 года Astellas был объявлен выговор за «производство большого количества рекламных материалов для восьми препаратов, которые использовались в течение нескольких лет и не содержали необходимой информации о назначении лекарств, связанной с некоторыми серьёзными или распространенными побочными реакциями, предупреждениями и мерами предосторожности».
В апреле 2019 года Astellas согласилась выплатить Министерству юстиции США $100 млн, чтобы решить вопросы с обвинениями в сговоре с целью предоставления откатов через фонды доплаты Medicare.

### Продукты
Некоторые из ключевых продуктов, производимых Astellas Pharma:
- Adenocard (инъекция Аденозина)
- Adenoscan (инъекция Аденозина)
- Advagraf (Такролимус)
- AmBisome (Амфотерицин B)
- Amevive (Алефасепт)
- Astagraf XL (Такролимус)
- Cresemba (Изавуконазол)
- Enfortumab vedotin
- Flomax (Гидрохлорид тамсулозина)
- Lexiscan (инъекция Регаденозона)
- Macugen (Пегаптаниб натрия)
- Mycamine (Микафунгин натрия)
- Myrbetriq (Мирабегрон)
- Prograf (Такролимус)
- Protopic (мазь Такролимуса)
- Symoron (Метадон HCL)
- Tarceva (Эрлотиниб)
- Vaprisol (Кониваптан)
- Vesicare (Солифенацин сукцинат)
- Vibativ (Телаванцин)
- Xospata (Гилтеритиниб )
- Xtandi (Энзалутамид)